# Istebna (gmina)
Istebna – gmina wiejska w województwie śląskim, w powiecie cieszyńskim. W latach 1975–1998 gmina położona była w województwie bielskim.
Siedziba gminy to Istebna, a pozostałymi miejscowościami są Jaworzynka i Koniaków. Te trzy najmłodsze na Śląsku Cieszyńskim miejscowości położone najwyżej w Beskidzie Śląskim bywają potocznie nazywane Beskidzką Trójwsią.
Według danych z 31 grudnia 2015 r. gminę zamieszkiwało 11 999 osób. Natomiast według danych z 31 grudnia 2017 roku gminę zamieszkiwało 12 111 osób.

## Położenie
Według danych z 2002 r. gmina Istebna ma obszar 84,25 km², w tym:
- użytki rolne: 39%
- użytki leśne: 56%

Gmina stanowi 11,54% powierzchni powiatu.
Sąsiednie gminy: Milówka, Rajcza, Wisła. Gmina sąsiaduje z Czechami i Słowacją.

## Demografia

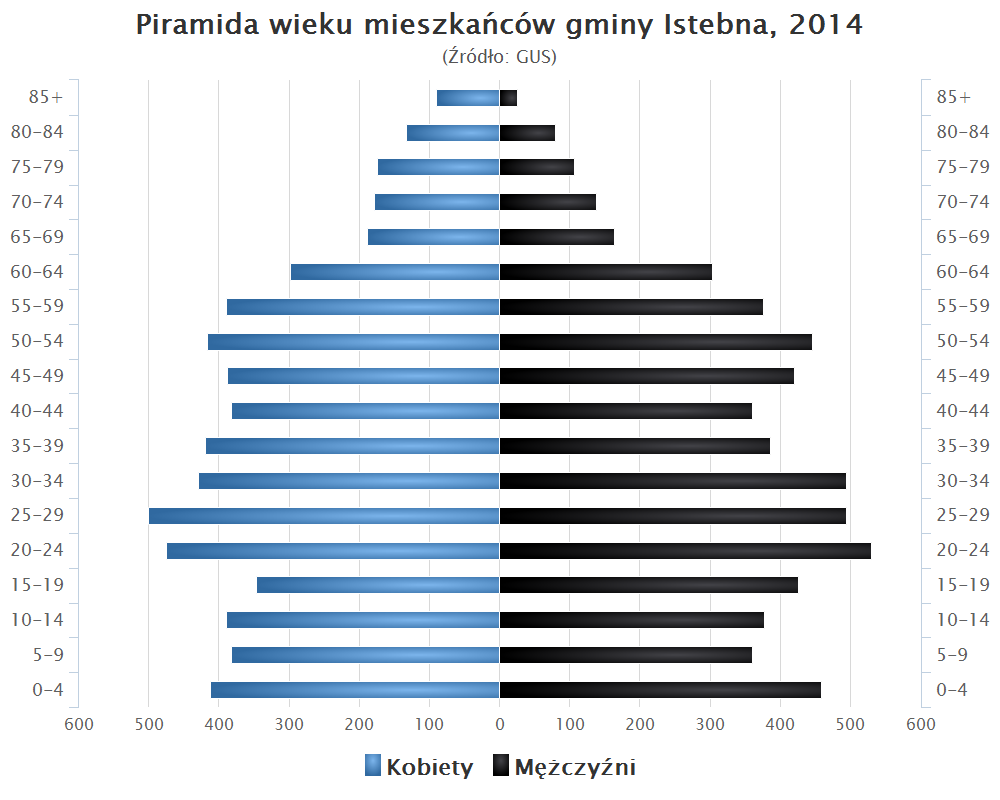
Piramida wieku mieszkańców gminy Istebna w 2014 roku

Dane z 31 grudnia 2015:
| Opis                              | Ogółem | Ogółem | Kobiety | Kobiety | Mężczyźni | Mężczyźni |
| --------------------------------- | ------ | ------ | ------- | ------- | --------- | --------- |
| jednostka                         | osób   | %      | osób    | %       | osób      | %         |
| populacja                         | 11 999 | 100    | 6021    | 50,18   | 5978      | 49,82     |
| gęstość zaludnienia (mieszk./km²) | 142,42 | 142,42 | 71,46   | 71,46   | 70,96     | 70,96     |

## Komunikacja
Drogi

Gmina Istebna połączona jest węzłem komunikacyjnym z układem drogowym Beskidu Śląskiego i Żywieckiego.
Gmina posiada połączenia drogowe z:
- konurbacją górnośląską przez Wisłę, Ustroń, Skoczów, Żory;
- aglomeracją rybnicką przez Wisłę, Skoczów, Żory lub Cieszyn, Zebrzydowice;
- Beskidem Żywieckim; z Milówką, Rajczą, Ujsołami, i Rycerką, oraz z Żywcem przez Węgierską Górkę;
- aglomeracją bielską przez Przełęcz Salmopolską i Szczyrk, oraz przez Wisłę, Ustroń, Skoczów;
- Czechami (dawne przejście graniczne Jasnowice-Bukovec);
- Słowacją przez Zwardoń (dawne przejście graniczne Zwardoń Myto – Skalite).

Przykładowe odległości z Istebnej w km.

(jadąc samochodem drogami głównymi):
| Miejscowość   | Odległość [km] |
| ------------- | -------------- |
| Wisła         | 16             |
| Ustroń        | 26             |
| Cieszyn       | 39             |
| Bielsko-Biała | 54             |
| Katowice      | 100            |
| Częstochowa   | 190            |
| Warszawa      | 450            |
| Bydgoszcz     | 510            |
| Szczecin      | 620            |

Kolej

Gmina nie posiada połączenia kolejowego. Najbliższe znajduje się w Wiśle Głębcach oraz w miejscowości Czerne na Słowacji.
Autobus

Gmina ma połączenie za pośrednictwem przewoźnika WISPOL.

## Miejscowości wchodzące w skład gminy
| Sołectwo              | Powierzchnia (w ha) | Ludność (31.12.2015) | Gęstość zaludnienia (os./km²) |
| --------------------- | ------------------- | -------------------- | ----------------------------- |
| Istebna (wieś gminna) | 4741                | 5105                 | 107,7                         |
| Jaworzynka            | 2215                | 3230                 | 145,8                         |
| Koniaków              | 1469                | 3664                 | 249,4                         |

## Gminy partnerskie
- Gmina Trzebiatów
- Gmina Iława
- Krupa na Vrbasu[7]